# Allô maman, c'est encore moi
Série
Allô maman, ici bébé
(1989) Allô maman, c'est Noël
(1993)
Pour plus de détails, voir Fiche technique et Distribution.
Allô maman, c'est encore moi ou De quoi j'me mêle encore au Québec (Look Who's Talking Too) est un film américain d'Amy Heckerling réalisé en 1990.
Il s'agit de la suite d'Allô maman, ici bébé (Look Who's Talking) sorti en 1989.

## Synopsis
Mikey a maintenant 3 ans. James, son baby-sitter bien-aimé, provisoirement chauffeur de taxi, a épousé Mollie, sa mère, femme d'affaires de grand talent. Mollie annonce un beau jour à son époux qu'elle attend un bébé. Neuf mois plus tard, la petite Julie voit le jour. Mikey n'apprécie guère l'intruse...

## Fiche technique
Sauf indication contraire, les informations mentionnées dans cette section peuvent être confirmées par la base de données cinématographiques IMDb,  présente dans la section « Liens externes ».
- Titre original : Look Who's Talking Too
- Titre français : Allô maman, c'est encore moi
- Titre québécois : De quoi j'me mêle encore
- Réalisation : Amy Heckerling
- Production : Jonathan D. Krane
- Scénario : Amy Heckerling et Neal Israel, d'après les personnages créés par Amy Heckerling
- Photographie : Thomas Del Ruth (en)
- Musique : David Kitay
- Pays d'origine : États-Unis
- Langue : anglais
- Genre : comédie
- Durée : 81 minutes
- Dates de sortie : 
  -  États-Unis : 14 décembre 1990
  -  Royaume-Uni : 22 mars 1991
  -  France : 3 avril 1991

## Distribution
- John Travolta (VF : Daniel Russo ; VQ : Jean-Luc Montminy) : James Ubriacco
- Kirstie Alley (VF : Marie Vincent ; VQ : Claudine Chatel) : Mollie Ubriacco
- Olympia Dukakis (VF : Nathalie Nerval ; VQ : Louise Turcot) : Rosie Jensen
- Elias Koteas (VQ : Pierre Auger) : Stuart Jensen
- Twink Caplan (VF : Maïk Darah) : Rona
- Bruce Willis (VF : Daniel Auteuil ; VQ : Jacques Lavallée) : Mikey (voix)
- Roseanne Barr (VF : Dominique Lavanant ; VQ : Diane Arcand) : Julie (voix)
- Damon Wayans (VF : Pascal Légitimus ; VQ : Daniel Lesourd) : Eddie (voix)
- Gilbert Gottfried (VF : Michel Mella ; VQ : Marc Bellier) : Joey
- Mel Brooks (VF : Med Hondo ; VQ : Yves Massicotte) : M. Toilet Man (voix)
- Lorne Sussman (VQ : Johanne Léveillé) : Mikey
- Nikki Graham : Julie à la naissance
- Georgia Keithley : Julie à 4 mois
- Megan Milner : Julie à 1 an
- Danny Pringle : Eddie
- Louis Heckerling : Lou
- Neal Israel : M. Ross
- Lesley Ewen : Debbie
- Don S. Davis (VF : Roger Dumas) : Dr Fleischer

## Accueil

### Critiques
Contrairement à son prédécesseur, il a reçu principalement des critiques négatives. Rotten Tomatoes lui donnent un score de 14 % basé sur 14 commentaires, avec une note moyenne de 2,92⁄10. Les spectateurs interrogés par CinemaScore ont attribué au film une note moyenne de "B" sur une échelle de A + à F. Le film est sorti au Royaume-Uni le 22 mars 1991 et a dominé les caisses du pays ce week-end.

### Box-office
| Pays ou région    | Box-office        | Date d'arrêt du box-office | Nombre de semaines |
| ----------------- | ----------------- | -------------------------- | ------------------ |
| États-Unis Canada | 47 789 074 $      | 3 février 1991             | 8                  |
| France            | 1 706 298 entrées | -                          | -                  |

## Suite
- Ce film a été suivi par Allô maman, c'est Noël (Look Who's Talking Now) en 1993.